# Tugimaantee 67
De Tugimaantee 67 is een secundaire weg in Estland. De weg loopt van Võru via Mõniste naar Valga en is 83,3 kilometer lang. 